# Tomasz Augustynowicz (aktor)
Tomasz Augustynowicz (ur. 22 stycznia 1977 w Krakowie) – polski aktor teatralny, filmowy i telewizyjny.
Absolwent krakowskiej PWST. Popularność przyniosła mu rola Andrzeja Wasia - kolegi z pracy i przyjaciela Agnieszki Lubicz w serialu Klan emitowanym w Telewizji Polskiej oraz rola doktora Roberta Szewczyka w serialu Szpital. Dużą rolę (Podinspektora) zagrał też w filmie Ogród Luizy w reżyserii Macieja Wojtyszki.

## Spektakle teatralne

### PWST, Kraków
- 1999 – Pułapka jako lokator II (reż. Paweł Miśkiewicz)
- 2000 – Letnicy – opowieść jako Mikołaj Pietrowicz Zamysłow (reż. G. Castellanos, M. Grota)
- 2001 – Rajski ogródek (reż. P. Miśkiewicz)

### Narodowy Stary Teatr im.H. Modrzejewskiej, Kraków
- 2002 – Trzeci akt gościnnie jako Towarzysz Abramowski (reż. Jerzy Jarocki)

### Stowarzyszenie Teatralne „Łaźnia”, Kraków
- 2003 – Pokolenie porno jako Dżonny (reż. Bartosz Szydłowski)

### Teatr Wytwórnia,Warszawa
- 2007 – Córka Słońca jako Sługa (reż. Radosław Dobrowolski)

### Teatr Telewizji
- 2003 – Rajski ogródek-szkice z Różewicza (reż. Paweł Miśkiewicz)

## Filmografia
- 2003 – Na Wspólnej jako kierowca autobusu
- 2003 – Tak czy nie?
- 2005 – Kryminalni jako lekarz na oddziale operacyjnym
- 2005 – Pensjonat pod Różą jako Grzegorz Niemiło
- Klan jako Andrzej Waś, dziennikarz w redakcji „Gazety Brukowej”, potem rzecznik prasowy policji
- 2006 – Ale się kręci jako ochroniarz Jarek
- 2006 – Fałszerze – powrót Sfory jako Wcześniak
- 2006 – M jak miłość jako policjant
- 2006 – Wszyscy jesteśmy Chrystusami jako gość na imieninach
- 2007 – Ekipa jako sekretarz Nowasza
- 2007 – Faceci do wzięcia
- 2007 – Ogród Luizy jako podinspektor Zygmunt Grudzień
- 2008 – Plebania jako taksówkarz
- 2011 – Szpilki na Giewoncie jako syn starszej pani
- 2012, 2014, 2015 – Barwy szczęścia jako lekarz USG (odc. 829)
- 2012 – Hotel 52 jako PR-owiec (odc. 71 i 74)
- 2013–2017 – Szpital jako dr Robert Szewczyk
- 2015 – Wyłączamy telefony jako Bogaty On
- 2018 – Kler jako dziennikarz – ofiara
- 2019–2021 – Zakochani po uszy jako lekarz
- 2021 - Babilon. Raport o stanie wojennym jako major Dąbrowski
- 2022 - Minuta ciszy  jako szef hurtowni funeralnej
- 2022 - Śubuk jako doktor Augustyniak
- 2022 - Parada serc jako strażnik
- 2022 - Marusarz. Tatrzański orzeł jako podoficer słowacki
- 2023 - Pan Samochodzik i templariusze jako Feuchtwangen
- 2024 - Śleboda jako ksiądz

## Słuchowiska
- 2021 – Sen Alicji, czyli jak działa mózg[1][2]